# جويل روبرت
جويل روبرت هو متسابق دراجات نارية بلجيكي، ولد في 26 نوفمبر 1943 في شاتليه ‏ في بلجيكا.

## وصلات خارجية
- جويل روبرت على موقع IMDb (الإنجليزية)
- جويل روبرت على موقع ألو سيني (الفرنسية)
- جويل روبرت على موقع كينوبويسك (الروسية)